# 佩爾卡帕塔山
16°24′23″S 67°49′58″W / 16.40639°S 67.83278°W
佩爾卡帕塔山（Pirqa Pata），是玻利維亞的山峰，位於該國西部拉巴斯省的南永加斯省，處於玻利維亞瑞阿爾山脈以東、穆魯拉塔山以北、塞爾克庫柳山和佩爾卡塔山東南面，屬於安第斯山脈的一部分。